# Сиенна Шоу
Сие́нна Шоу (англ. Sienna Shaw) — главная героиня серии фильмов «Ужасающий» в исполнении актрисы Лорен Лаверы, молодая косплейщица, противостоящая демону клоуну Арту. Режиссёр и сценарист Дэмиен Леоне, придумавший Сиенну, вложил много усилий и времени в проработку её образа, поскольку жалел о том, что должным образом не раскрыл протагониста первого фильма Викторию Хейз. Леоне хотел включить персонажа в свой фильм конца 2000-х годов, который в итоге забросил; в той версии он хотел показать её как похожую на валькирию воительницу, сражающуюся с Артом.
Других актрис Леоне на эту роль не рассматривал. Со своей стороны, Лавера на протяжении нескольких месяцев расспрашивала режиссёра подробности о характере Шоу, её мотивации и внутреннем мире, параллельно с этим добавляя свои детали в роль. Дэмиен составил для актрисы плейлист с музыкой, которую могла бы слушать героиня. По словам Леоне, за всю его кинокарьеру Лавера — первый человек, так сильно проникшийся своей ролью; также он назвал Сиенну своим самым любимым персонажем из когда-либо им созданных.
Хэллоуинский костюм Сиенны понравился поклонникам франшизы, однако пришёлся не по душе Лавере, поскольку был очень неудобен в ношении. Киножурналисты тоже выражали своё восхищение персонажем Сиенны: похвала пришлась преимущественно на её характер и игру Лаверы. Сиенна считается прорывной ролью актрисы и современным примером тропа «последней девушки».

## Появления
Сиенна Шоу впервые появилась в фильме «Ужасающий 2» 2022 года как девушка-подросток, живущая с овдовевшей матерью и младшим братом Джонатаном. По эскизам покойного отца Сиенна создаёт костюм валькирии, чтобы нарядиться в него на Хэллоуин. Перед своей кончиной Шоу-старший подарил ей меч. Джонатан предполагает, что отец на своём рисунке изобразил Сиенну — единственного человека, способного уничтожить демона-убийцу, который кошмарит соседний округ Майлз — клоуна Арта. С этого момента девушка начинает часто видеть злодея — как во сне, так и наяву. На Хэллоуин она вступает в схватку с Артом, защищая Джонатана. Клоун убивает Сиенну её же мечом, однако неизвестным образом она возвращается к жизни и сносит ему голову.
Второе появление Сиенны состоялось в фильме «Ужасающий 3» 2024 года. После битвы с Артом она проводит пять лет в психиатрической клинике, а выписавшись, переезжает к своим родственникам — тёте, дяде и младшей двоюродной сестре Гэбби. Из-за травм прошлого девушка часто видит в галлюцинациях свою погибшую лучшую подругу Брук, виня себя в её смерти, и отдаляется от Джонатана. Тем временем Арт, в союзе с одержимой Викторией Хейз, убивает оставшихся членов семьи Сиенны, за исключением Гэбби. Шоу удаётся перерезать мечом горло клоуну и обезглавить Викторию. Кровь последней открывает портал в ад, куда в итоге падает Гэбби. Сиенна обещает себе спасти её. Также показано, что, подобно Арту, Сиенна обладает сверхъестественными способностями к исцелению.

## Разработка
Дэмиен Леоне придумал Сиенну Шоу в 2008 году: он представил, как его клоун Арт сражается с девушкой, облачённой в костюм ангела-воина. Реализовать эту задумку постановщик планировал в продолжении своего короткометражного фильма «Девятый круг» 2008 года, но в конечном счёте свернул проект и отказался от концепции персонажа Сиенны.
После того как критики и фанаты раскритиковали фильм «Ужасающий» (2016) за плохо проработанных героев, Леоне решил сделать Сиенну центральной героиней сиквела — «Ужасающий 2». В 2017 году три месяца подряд он занимался сценарием, стараясь как можно лучше прописать персонаж Сиенны. Многие детали характера Шоу режиссёр перенял у двух своих старших сестёр, и поэтому героиня стала для него очень родной. Леоне добавил в образ Сиенны мифическую и религиозную ноты, сравнивая её с ветхозаветным ангелом, а Арта — с воскресшим демоном.
Роль получила Лорен Лавера. В беседе с ней и актёром Дэвидом Ховардом Торнтоном Леоне коснулся темы динамики отношений между Артом и Сиенной, проведя аналогию с супергероем Бэтменом и суперзлодеем Джокером из DC Comics. За свою роль актриса взялась серьёзно: Дэмиен неоднократно отмечал, что из всех актёров, с которыми он когда-либо работал, только Лавера подошла максимально серьёзно к своему персонажу — она регулярно беседовала с ним о Сиенне, помогая ему как можно лучше написать её, и даже вела дневник, в котором отмечала для себя особенности личности героини, её характера и чувств. Также, по просьбе Лорен, кинематографист составил музыкальный плейлист, который якобы слушает Шоу. Лавера назвала Сиенну отражением личности Леоне.
Костюм воительницы валькирии, в котором Сиенна ходит практически весь второй фильм, создала костюмер Ольга Ярлуг. По словам Лаверы, благодаря наряду Сиенна стала сильной и уверенной в себе девушкой. Костюм понравился как профессиональным критикам, так и обычным зрителям; после релиза фильма поклонники Лаверы писали ей в социальных сетях, что сделают такой же наряд. Самой же актрисе ношение костюма доставляло дискомфорт, поскольку он был недоделан и не имел подкладки. Чтобы «броня» не развалилась, съёмочная группа прибегнула к клейкой ленте, отчего у Лорен появились мозоли.

## Отзывы о персонаже
Ракель Холлман из Collider назвал Сиенну Чудо-женщиной в жанре киноужасов, отметив, что она привносит «сверхъестественный элемент» в троп «последней девушки» за счёт воскрешения после смерти. Обзорщик противопоставил её героине предыдущего фильма, Виктории Хейз: «Режиссёр Дэмиен Леоне дарит нам не только последнюю девушку в лице Вики, ставшую плохой, но и последнюю девушку, столь же сильную, как и её враг, — Сиенну». Также Холлман заметил, что повествование «Ужасающего» ведётся исключительно от лица клоуна Арта, в то время как «Ужасающий 2» переносит внимание на Сиенну — «эквивалент Арта»: «Арт и Сиенна — противоположные друг другу силы, идущие в параллель как на пространственном, так и на духовном уровне. При всей безжалостности, присущей Арту, Сиенна — персонаж, которым движут отношения с окружающими её людьми».
Эндрю Крамп, пишущий для Fangoria, назвал Сиенну самой впечатляющей киногероиней 2022 года: «Приняв на себя роль героини, которая должна убить Арта, Сиенна фактически превращается в новый вариант последней девушки. Она и Арт заканчивают „Ужасающего 2“ вместе — и это не просто неизбежно. Их судьба мифична. Лавера воплощает этот мотив в реальность с ослепительной звёздной силой, завершая 2022 год в качестве величайшей последней девушки, что является серьёзным достижением, учитывая, что вслед за ней идут Нив Кэмпбелл и Джейми Ли Кёртис. Не исключено, что она станет и самой выдающейся последней девушкой года — именно она даст старт целому поколению последних девушек, готовых отрываться по полной в своих слэшерах».
Джеффри Андерсон из Common Sense Media считает, что Сиенна может стать положительным примером для подражания зрителям: «Сразу видно, какой Сиенна замечательный персонаж, а её воинский костюм — это только половина». Скотт Мендельсон из Forbes написал: «Лорен Лавера — приятная и симпатичная главная цель/протагонист/последняя девушка». В своей статье для журнала /Film Мэттью Билодо подчеркнул уникальную игру Лаверы и предположил, что Сиенна станет популярным персонажем для косплея.
Джейден Оберкром из North Texas Daily похвалил Лаверу, заметив, что её исполнение «моментально располагает зрителей к её персонажу». Дакота Мэйес из MovieWeb считает, что «Лорен Лавера привносит жизнь в Сиенну и как никто другой умеет играть последнюю девушку». Как пишет для Comic Book Resources писательница Мэдди Дэвис, за счёт воскрешения Сиенны после смерти она существенно выделяется на фоне других героинь ужасов. Мэтт Донато из IGN заявил: «В образе Сиенны Лорен Лавера предстаёт в ангельских фэнтезийных доспехах — как последняя девушка, сражающаяся за семью, противостоящая своим демонам и обрушивающая воинственные кровавые вопли в глумливое лицо Арта».
Персонаж понравился и рядовым кинозрителям: Лавера вспомнила, что первую татуировку Сиенны ей показали в 2020 году, после выхода тизер-трейлера «Ужасающего 2». В ответ на похвалу в сторону своей героини Лорен сказала: «Это всё, чего хочет актёр. Не то, чтобы фанаты делали татуировки, хотя это большая честь для меня; важнее то, что они чувствуют связь с ней. Они видят в ней силу. Они увидели в ней себя, а это всё, что нужно актёру, — чтобы зритель не чувствовал себя одиноким. Вот почему я стала актёром. Я храню все фотографии. Они у меня в телефоне, как и все костюмы Сиенны. Я потихоньку компоную их и со временем сделаю пост, посвящённый всем, кто чествовал Сиенну. Это нереальный опыт».